# Sedgwick (Arkansas)
Sedgwick es un pueblo ubicado en el condado de Lawrence en el estado estadounidense de Arkansas. En el Censo de 2010 tenía una población de 152 habitantes y una densidad poblacional de 247,63 personas por km².

## Geografía
Sedgwick se encuentra ubicado en las coordenadas 35°58′33″N 90°52′00″O / 35.97583, -90.86667. Según la Oficina del Censo de los Estados Unidos, Sedgwick tiene una superficie total de 0.61 km², de la cual 0.61 km² corresponden a tierra firme y (0%) 0 km² es agua.

## Demografía
Según el censo de 2010, había 152 personas residiendo en Sedgwick. La densidad de población era de 247,63 hab./km². De los 152 habitantes, Sedgwick estaba compuesto por el 99.34% blancos, el 0% eran afroamericanos, el 0% eran amerindios, el 0% eran asiáticos, el 0% eran isleños del Pacífico, el 0% eran de otras razas y el 0.66% pertenecían a dos o más razas. Del total de la población el 0% eran hispanos o latinos de cualquier raza.